# Зуена
Зуена — деревня в Харовском районе Вологодской области.
Входит в состав Шапшинского сельского поселения, с точки зрения административно-территориального деления — в Шапшинский сельсовет.
Расстояние по автодороге до районного центра Харовска — 42 км, до центра муниципального образования Шапши — 8 км. Ближайшие населённые пункты — Потапиха, Шемякино, Машутиха, Митинская, Сопятино.
По переписи 2002 года население — 14 человек.